# Куклия (окръг Фамагуста)
Ку̀клия (на гръцки: Κούκλια; на турски: Köprülü) е село в Кипър, окръг Фамагуста. Според статистическата служба на Северен Кипър през 2011 г. селото има 192 жители.
Де факто е под контрола на непризнатата Севернокипърска турска република.